# Troy (платёжная система)
Troy (аббревиатура от Türkiye’nin Ödeme Yöntemi, "Турецкий Платежный Метод", "Турецкая Платежная Система") — турецкая платёжная система, предоставляющая услуги проведения платёжных операций, основанная в 2015 году Межбанковским карточным центром . Troy предлагает финансовые услуги, включая выпуск кредитных и дебетовых карт, а также предоплаченных карт и обработку данных в сети. С 2017 года карты Troy принимаются в США в сети Discover Card .
В рамках взаимных соглашений в системе Troy, принимаются карты Diners Club и Discover Card.

## Использование в России
В связи с прекращением обслуживания карт «Мир» на территории Турции в связи с санкциями США и Великобритании с 2022 г. прорабатывается вопрос о выдаче карт Troy российскими банками. С разрешения Центрального банка России, если российские банки, находящиеся вне санкций США, принимают турецкую платёжную систему Troy или если они открывают счёт в турецких банках, работающих в России и получают карту, интегрированную с Troy, российские туристы могут совершать покупки по этим картам в Турции.